# Larivière
Larivière ist eine französische Gemeinde mit 278 Einwohnern (Stand: 1. Januar 2022) im Territoire de Belfort in der Region Bourgogne-Franche-Comté. Die Bewohner werden Lariviérous genannt.

## Geographie
Larivière liegt auf 360 m über dem Meer, etwa elf Kilometer ostnordöstlich der Stadt Belfort (Luftlinie). Das Straßenzeilendorf erstreckt sich im Norden der Burgundischen Pforte, auf dem Plateau im Vorland der Vogesen, in der Talebene des Ruisseau de Saint-Nicolas.
Die Fläche des 4,84 km² großen Gemeindegebiets umfasst einen Abschnitt der nur schwach reliefierten Landschaft im Bereich der Burgundischen Pforte (Trouée de Belfort). Die östliche Grenze verläuft entlang dem Ruisseau de Saint-Nicolas, der durch eine Talebene nach Süden fließt. Er nimmt südlich des Dorfes den Margrabant auf, der mit einem weiteren Seitenbach für die Entwässerung des Gebietes verantwortlich ist. Die Ebene im Vogesenvorland liegt auf durchschnittlich 360 m. Sie ist überwiegend mit Acker- und Wiesland bedeckt, zeigt aber auch einige Waldflächen. Mit 381 m wird an der nördlichen Gemeindegrenze die höchste Erhebung von Larivière erreicht. Nach Südwesten erstreckt sich das Gemeindeareal in die Waldung Fahy.
Zu Larivière gehört die Siedlung Le Faubourg (355 m) westlich des Dorfbachs. Nachbargemeinden von Larivière sind Angeot im Norden, Vauthiermont im Osten, Fontaine im Süden sowie Lacollonge, Menoncourt, Bethonvilliers und Lagrange im Westen.

## Geschichte
Erstmals urkundlich erwähnt wird Larivière im Jahr 1322 unter dem Namen Ryefier. Im Lauf der Zeit wandelte sich die Schreibweise über La Rivière (1515) und Rivière (1579) zu Larivière (seit 1790). Eine alte deutsche Version lautet bei Gerhard Mercator Rifir (1585). Zunächst im Einflussbereich der Herren von Montbéliard stehend, gelangte Larivière Mitte des 14. Jahrhunderts unter die Oberhoheit der Habsburger. Zusammen mit dem Sundgau kam das Dorf mit dem Westfälischen Frieden 1648 an die französische Krone. Seit 1793 gehörte Larivière zum Département Haut-Rhin, verblieb jedoch nach dem Deutsch-Französischen Krieg 1871 als Teil des arrondissement subsistant du Haut-Rhin im Gegensatz zum restlichen Elsass bei Frankreich. Seit 1997 war Larivière zunächst Teil des Gemeindeverbandes Communauté de communes du Tilleul, der 2017 in die Grand Belfort Communauté d’Agglomération aufging.

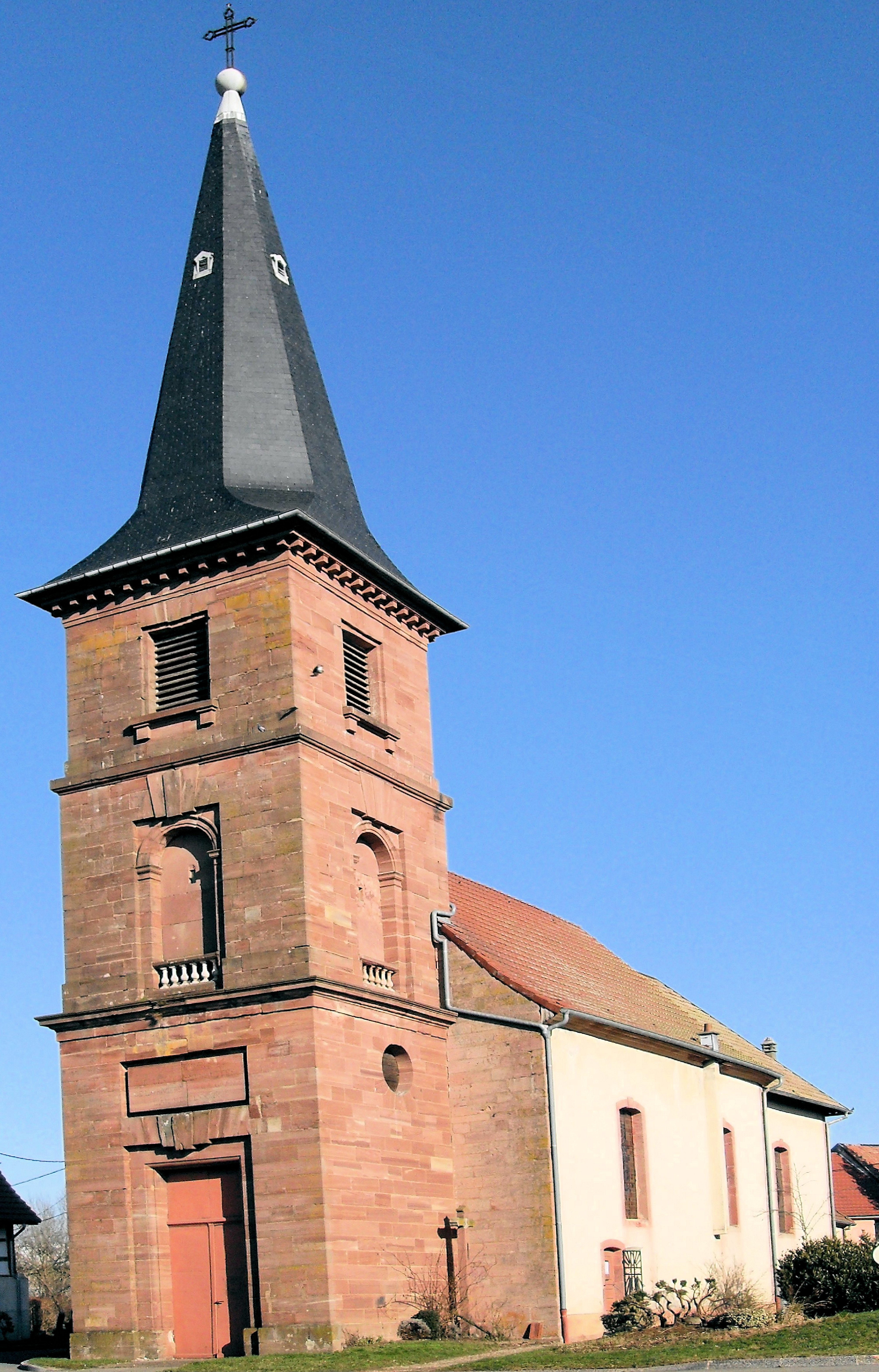
Kirche Saint-Quirin

## Sehenswürdigkeiten
Die Kirche Saint-Quirin (Sankt Quirinus) wurde von 1758 bis 1789 (Fertigstellung des Turmes) errichtet.

## Bevölkerung
| Jahr      | 1962 | 1968 | 1975 | 1982 | 1990 | 1999 | 2007 | 2013 | 2020 |
| Einwohner | 136  | 138  | 181  | 166  | 197  | 190  | 286  | 320  | 279  |

Mit 278 Einwohnern (1. Januar 2022) gehört Larivière zu den kleinen Gemeinden des Départements Territoire de Belfort. Nachdem die Einwohnerzahl in der ersten Hälfte des 20. Jahrhunderts abgenommen hatte (1901 wurden noch 206 Personen gezählt), wurde seit Beginn der 1970er Jahre wieder ein Bevölkerungswachstum verzeichnet.

## Wirtschaft und Infrastruktur

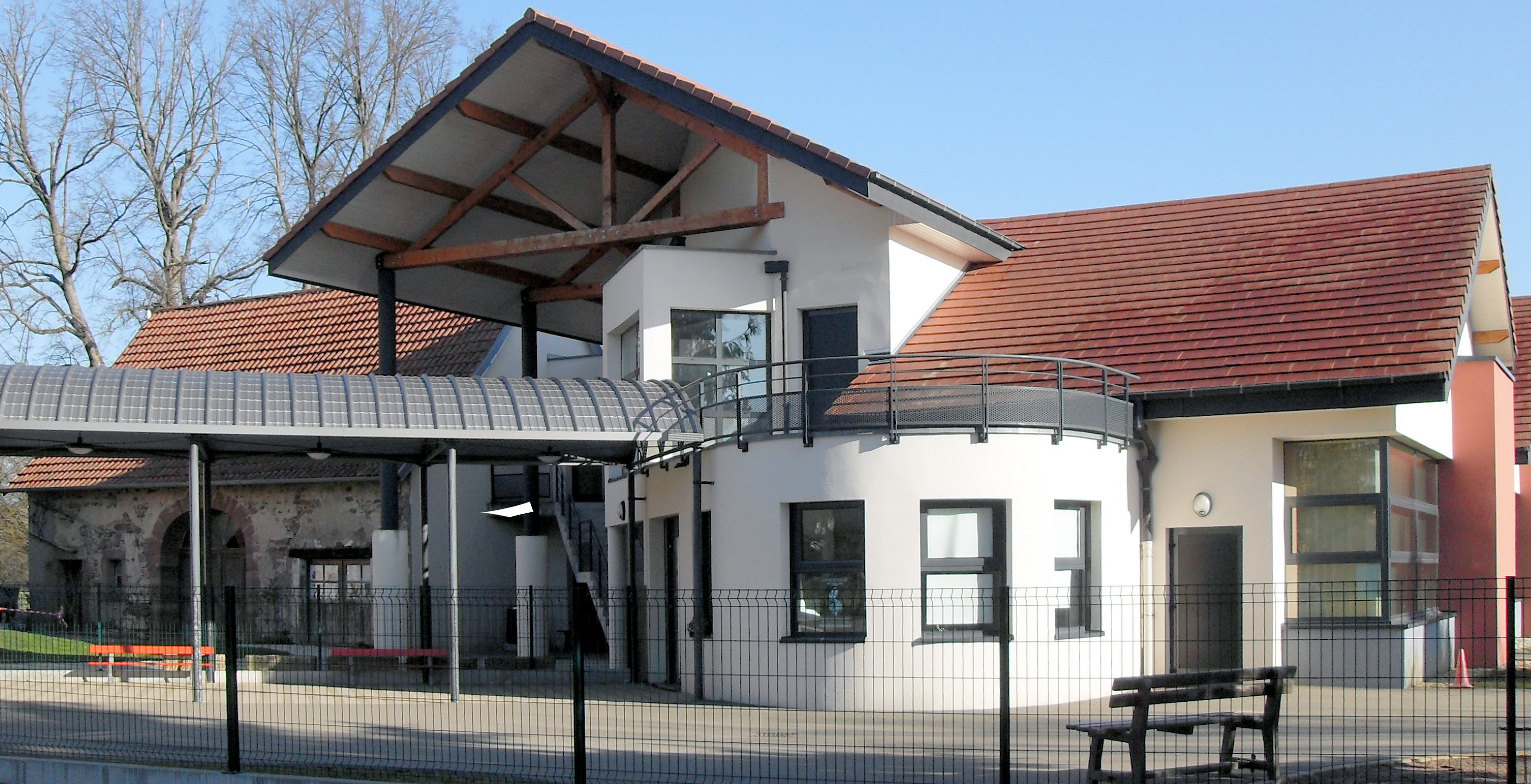
Vor- und Grundschule Larivière

Larivière war bis weit ins 20. Jahrhundert hinein ein vorwiegend durch die Landwirtschaft (Ackerbau, Obstbau und Viehzucht) und die Forstwirtschaft geprägtes Dorf. Heute gibt es einige Betriebe des lokalen Kleingewerbes und eine neue Gewerbe- und Industriezone. Mittlerweile hat sich das Dorf zu einer Wohngemeinde gewandelt. Viele Erwerbstätige sind auch Wegpendler, die in den Agglomerationen Belfort und Mülhausen ihrer Arbeit nachgehen. Larivière ist Standort einer öffentlichen Vor- und Grundschule (École maternelle et élémentaire publique).
Die Ortschaft ist verkehrstechnisch gut erschlossen. Sie liegt an der Departementsstraße, die von Fontaine nach Lachapelle-sous-Rougemont führt. Der nächste Anschluss an die Autobahn A36, welche das Gemeindegebiet durchquert, befindet sich in einer Entfernung von ungefähr zwei Kilometern. Weitere Straßenverbindungen bestehen mit Vauthiermont, Reppe, Lacollonge und Lagrange.